# Hvalimira Bledšnajder
Hvalimira Bledšnajder (Zagreb, 27. rujna 1947.), hrvatska orguljašica, pijanistica, sveučilišna profesorica i glazbena pedagoginja. Djelovala je kao stalna orguljašica Zagrebačke katedrale od 1987. do 2020. godine. Prigodom posjeta pape Ivana Pavla II. Hrvatskoj 1998. godine povjerena joj je uloga orguljaša na liturgijskom slavlju. Kao najstarija aktivna orguljašica u Hrvatskoj, ubraja se i među najistaknutije orguljske umjetnike, aktivna više od pola stoljeća.

## Životopis i obrazovanje
Rođena u Zagrebu, prvu glazbenu poduku primila je privatno u ranoj dobi, a glazbena iskustva stjecala još kao dijete, svirajući orgulje u župnoj crkvi sv. Josipa u Zagrebu (1962. – 2002.). Po završetku školovanja u Glazbenoj školi Pavla Markovca kao pijanist u klasi prof. Maše Majer, 1967. godine upisuje studij klavira na Muzičkoj Akademiji u Zagrebu. Klavir je studirala i 1971. godine diplomirala u klasi prof. Petra Dumičića. Studij orgulja započinje 1968. u klasi prof. Vlaste Hranilović, a zadnju godinu završava pod vodstvom prof. Anđelka Klobučara, u čijoj je klasi i diplomirala 1972. godine. Pripada povlaštenoj skupini od svega tri diplomanta orgulja iz klase Anđelka Klobučara, zajedno s Jesenkom Tješić (1972.) i Krešimirom Galinom (1973.). Ostale teorijske i praktične predmete pohađa kod eminentnih predavača, među kojima se ističu Natko Devčić (harmonija), Bruno Bjelinski (kontrapunkt), Josip Andreis (povijest glazbe), Ruben Radica (dirigiranje) i Nikša Bareza (zborsko pjevanje).
Nakon završenih studija u Zagrebu, od jeseni 1972. visoko usavršavanje nastavlja u Rimu kod Fernanda Germanija na Accademia Nazionale di Santa Cecilia, gdje širi repertoar, usavršava pedalnu tehniku te stječe kvalitete profinjenog registriranja i napredne vještine improvizacije. Po povratku u Zagreb, od 1973. godine počinje raditi kao profesorica orgulja na Institutu za crkvenu glazbu "Albe Vidaković" i profesorica klavira u Glazbenoj školi Pavla Markovca.
Karijeru orguljašice gradi već u studentskim danima, izvjesno vrijeme djelujući kao asistentica i zamjenica Anđelka Klobučara, tadašnjeg orguljaša Zagrebačke katedrale, povremeno i samostalno svirajući na liturgijskim slavljima. Iako je misna slavlja u Zagrebačkoj katedrali pratila još od početka 1970-ih, naslov stalne orguljašice (ujedno i prve ženske orguljašice na takvoj poziciji u Hrvatskoj) preuzima u srpnju 1987. godine, kada joj je povjeren cjelovečernji solo recital u svečanoj prigodi kolaudacije temeljito obnovljenih orgulja zagrebačke katedrale, njemačkoga graditelja E. F. Walckera (1855.), nakon dvije godine obnove i s novim sviraonikom. Istoga mjeseca, 15. srpnja 1987. za vrijeme Univerzijade u Zagrebu održala je još jedan solistički koncert u franjevačkoj crkvi na Kaptolu, sastavljen samo djelima J. S. Bacha. Koncertom u Zagrebačkoj katedrali 12. srpnja 2012. godine, u okviru festivala "Orgulje zagrebačke katedrale" proslavila je 40 godina umjetničkog rada. Dužnost stalne katedralne orguljašice obnašala je neprekinuto pune 33 godine, odsvirajući više od 1500 misa u katedrali u periodu od 1987. godine sve do iznenadnog potresa u Zagrebu 22. ožujka 2020. godine, kada katedrala zadobiva znatna statička oštećenja i biva zatvorenom za javnost do daljnjeg. Posljednju misu u Zagrebačkoj katedrali Hvalimira Bledšnajder odsvirala je na treću korizmenu nedjelju, 15. ožujka 2020. godine. Djelovala je i kao orguljaš župne crkve Sv. Blaža i crkve Sv. Josipa u Zagrebu više od 40 godina.

## Profesionalna karijera
Koncertnu karijeru započinje u lipnju 1972., kada je s Jesenkom Tješić održala prvi orguljaški recital u zagrebačkoj katedrali. Nakon usavršavanja kod Fernanda Germanija, godina 1973., 1974. i 1976. održavala je solo recitale u Rimu gdje je uz djela neizostavnih europskih autora uspješno promovirala i hrvatske orguljske skladatelje. Međunarodnu karijeru nastavila je koncertiranjem u Sloveniji, Italiji, Austriji, Njemačkoj, Francuskoj, Švicarskoj, Nizozemskoj i Finskoj.
Koncertirala je u katedralama i koncertnim dvoranama diljem Hrvatske i Europe te gostovala na eminentnim festivalima: Europäische Kirchenmusik, Orgelmusik in Domkirche-Wien ("Orguljska glazba u bečkoj katedrali"), Orgulje zagrebačke katedrale (2012.), Orgulje sv. Marka (2018.), Orgulje Heferer, Varaždinske barokne večeri (1999.), Ars organi Sisciae (2009.), Osorske glazbene večeri, Požeške orguljaške večeri, Hvarske ljetne priredbe, Murtersko ljeto, Trogirsko ljeto, "Subotom kod sv. Frane", Koncertna dvorana "Vatroslav Lisinski", Hrvatski glazbeni zavod...
U komornim sastavima i raznim ansamblima, surađivala je s istaknutim domaćim umjetnicima, među kojima su Josip Klima, Ruža Pospiš-Baldani, Cynthia Hansell-Bakić, Ivanka Boljkovac, Ljiljana Molnar-Talajić, Blaženka Milić, Branka Oblak-Stilinović, Lidija Horvat-Dunjko, Valentina Fijačko Kobić, Martina Gojčeta-Silić, Dubravka Šeparović-Mušović, Želimir Puškarić, Krunoslav Cigoj, Tomislav Špoljar, Anđelko Klobučar, Ljerka Očić, Mario Penzar, Anđelko Igrec, Željko Marasović, Alojzije Seder, Josip Degl'Ivellio... Djelovala je i kao višedesetljetni klavirski korepetitor ili orguljska pratnja uz Zagrebački katedralni mješoviti zbor (voditelj dr. Vladimir Babuš, kasnije Matija Škvorc), Mješoviti zbor Instituta za crkvenu glazbu "Albe Vidaković" (voditelji Izak Špralja, Miroslav Martinjak), Muški vokalni ansambl "Ivan Goran Kovačić", Zagrebački liječnici pjevači (voditelj Mijo Bergovec), Mješoviti zbor Društva prijatelja glagoljice "Bašćina" (voditelj Miroslav Salopek), župni zbor Sv. Cecilije, Mješoviti oratorijski zbor crkve Sv. Petra u Zagrebu "Hosanna", zbor Pjevačkog društva "Slavulj" - Petrinja.
Dana 22. prosinca 2003. primila je diplomu kao počasni član zbora "Zagrebački liječnici pjevači".
Kao solist, u komornim ansamblima te na liturgijskom polju snimila je dvadesetak nosača zvuka; gramofonskih ploča, audio kazeta, kompaktnih diskova i DVD-a za diskografske kuće Jugoton (kasnije Croatia Records), Musica Sacra, HRT Orfej (danas Campus) i Kršćanska sadašnjost. U suradnji sa zborom "Zagrebački liječnici pjevači" 1986. godine snimila je Rekvijem za muški zbor Julija Bajamontija (prvi hrvatski rekvijem), a 1999. godine na Varaždinskim baroknim večerima izvela je "L'Imitazione zoccolantissima", misu za dva muška glasa i orgulje Ivana Šibenčanina. Suosnivač je ansambla za ranu glazbu "Syntagma musicum Zagreb", gdje je svirala čembalo, virdžinal i orguljski pozitiv (regal). Nekoliko godina posvećuje interpretaciji rane glazbe, snimivši i gramofonsku ploču "Glazba za pučane i vlastelu" (1991.). 1990-ih godina diskografski je ovjekovječila vrijednu orguljsku baštinu hrvatskih autora Albe Vidakovića, Kamila Kolba i Krste Odaka. U svojem dugogodišnjem orguljaškom djelovanju posebno ističe veličanje liturgijskog slavlja u Mariji Bistrici prigodom drugog posjeta pape Ivana Pavla II. Hrvatskoj 1998. godine.
Orguljski repertoar sastoji se od djela s područja rane glazbe i baroka sve do suvremenih skladatelja, uz poseban afinitet prema kasnim francuskim romantičarima (Dupré, Duruflé, Franck, Langlais, Dubois, Boëllmann, Widor...), a pripada joj i zasluga promicanja značajnog broja hrvatskih skladatelja od 16. do 20. stoljeća (Ivan Lukačić, Andrija Motovunjanin, Ivan Šibenčanin, Julije Bajamonti, Antun Sorkočević, Franjo Dugan, Kamilo Kolb, Albe Vidaković, Fortunat Pintarić, Krsto Odak, Anđelko Klobučar, Nikša Njirić, Josip Magdić, Mato Lešćan, Miroslav Magdalenić...). Praizvela je mnoge skladbe za orgulje Anđelka Klobučara, koji joj je i posvetio nekoliko svojih djela. Nakon njegove smrti, 2017. kao gost sudjelovala je zajedno s orguljašem Pavlom Mašićem i skladateljem Franom Paraćem u radijskoj emisiji Hrvatskoga radija "Oda-birano - Tragovi oko glazbe" posvećenoj Anđelku Klobučaru (autor Dario Poljak). Godine 2019. posvećena joj je emisija "Od portreta do portreta" (autor i urednik Branko Magdić).

## Pedagoški rad
Osim koncertne i liturgijske djelatnosti, ostavila je značajan trag i doprinos orguljskoj pedagogiji u Hrvatskoj. U naslovu docenta (mr. sc.) radila je kao profesor orgulja od 1973. do 2008. na Institutu za crkvenu glazbu "Albe Vidaković" pri Katoličkom bogoslovnom fakultetu Sveučilišta u Zagrebu, te kao vanjski suradnik Muzičke akademije Sveučilišta u Zagrebu. U Glazbenoj školi Pavla Markovca u Zagrebu djelovala je kao profesorica klavira (od 1973.) i orgulja (od 1993.) sve do umirovljenja 2013. godine. Djeluje i kao član stručnih komisija orguljskih natjecanja i audicija, također održavajući seminare i majstorske tečajeve interpretacije.
Hrvatska biskupska konferencija imenovala ju je u stručno povjerenstvo za zaštitu orgulja pri Upravi za kulturnu baštinu Ministarstva kulture Republike Hrvatske. Kao počasnom članu Hrvatskog društva crkvenih glazbenika često joj je povjerena uloga sviranja prilikom inauguracija i kolaudacija novoizgrađenih ili obnovljenih orgulja diljem Hrvatske i šire.

## Diplome i priznanja
- 1967. Maturirala klavir na GŠ Pavla Markovca (klasa prof. Maše Majer)
- 1971. Diplomirala klavir na Muzičkoj Akademiji u Zagrebu (klasa prof. Petra Dumičića)
- 1972. Diplomirala orgulje na Muzičkoj Akademiji u Zagrebu (klasa prof. Anđelka Klobučara)
- 1972. Usavršavanje na Accademia Nazionale di Santa Cecilia u Rimu (klasa prof. Fernanda Germanija)
- 1973. Profesor orgulja na Institutu "Albe Vidaković" (umirovljena 2008.)
- 1973. Profesor klavira i orgulja (od 1993.) na GŠ Pavla Markovca u Zagrebu (umirovljena 2013.)
- 1987. Kolaudacija obnovljenih orgulja Zagrebačke katedrale
- 1987. Orguljašica zagrebačke katedrale (do 2020.)
- 1998. Orguljašica na liturgijskom slavlju prilikom posjeta pape Ivana Pavla II. u Mariji Bistrici[8]
- 2003. Počasni član zbora "Zagrebački liječnici pjevači"[9]
- Počasni član Hrvatskog društva crkvenih glazbenika
- 2013. Priznanje Hrvatskog društva glazbenih i plesnih pedagoga (HDGPP) u povodu umirovljenja[10]

## Diskografija
- 1984. "Blagoslovi sive krše - Širokobriješkoj Gospi u slavu"; sa zborom župne crkve sv. Cecilije (LP, Jugoton)
- 1986. "Carmen Medicorum" (Julije Bajamonti: Rekvijem); sa zborom "Zagrebački liječnici pjevači" (2 LP, Jugoton)
- 1988. "Ave Maria"; s Blaženkom Milić (sopran) (zvučna kazeta, Jugoton)
- 1988. "Molitva na hridi"; sa s. Bibijanom Ćurlin i Anđelkom Klobučarom (audio kazeta, Jugoton)
- 1990. "Hrvatske narodne pjesme iz Međimurja"; uz zbor "Zagrebački liječnici pjevači" (zvučna kazeta, Jugoton)
- 1990. Albe Vidaković: Preludij i fuga za violinu i klavir; s Mirjam Pustički (LP, Jugoton)
- 1991. "Syntagma Musicum Zagreb" - "Glazba za Pučane i Vlastelu" (LP, Jugoton)
- 1996. "Liturgijske skladbe XIX. i XX. stoljeća", uz Zagrebački katedralni zbor, Blaženka Milić (sopran), Želimir Puškarić (tenor) (CD, HRT Orfej)
- 1997. "Krsto Odak: Sakralna glazba na staroslavenske tekstove"; dirigent: Josip degl'Ivellio (CD, Sacral Music)
- 1998. "Albe Vidaković: Duhovne skladbe" (i djela za solo orgulje); dirigent: Josip degl'Ivellio (2 CD, Sacral Music)
- 1998. "Zdravo, o moj anđele", uz Zagrebački katedralni zbor i Društveni orkestar HGZ-a (CD, Kršćanska sadašnjost)
- 2000. "Kamilo Kolb: Izbor iz djela" (i djela za solo orgulje), uz Dubravka Krušelj Jurković (sopran), Mladen Kahlina (bariton) i Djevojački zbor Crkve sv. Petra Schola Cantorum; dirigent: Josip degl'Ivellio (2 CD, Sacral Music)
- 2000. "Cantabo Domino"; sa Želimirom Puškarićem (tenor) (CD, HRT Orfej, Sacral Music)
- 2000. Josip Magdić: "Dominus Conterens Bella"; uz Christopha Bosserta, Maria Penzara i Josipa Magdića (CD, Sacral Music)[11]
- 2001. "Zapjevat ću Gospodinu", uz Zagrebački katedralni mješoviti zbor (CD, Kršćanska sadašnjost)
- 2007. "Albe Vidaković: Djela za orgulje" (CD, Croatia Records)
- 2008. "Došašće i Božić u zagrebačkoj katedrali" (CD, Kršćanska sadašnjost)
- 2010. "Molitva večernja" - uz zbor "Bašćina" Društva prijatelja glagoljice (DVD, Croatia Film)
- 2018. Recital na festivalu "Orgulje sv. Marka" u Zagrebu (DVD, Video studio ŽAC)